# Traum.Communikation
Traum.Communikation – Zeitschrift für den Austausch von Traumerfahrung war eine deutsche Zeitschrift für Traum und Traumdeutung.

## Geschichte
Traum.Communikation erschien in den Jahren 1998/99 mit drei Ausgaben in kleiner Auflage. Das Heft wurde bundesweit über den einschlägigen Buchhandel sowie via Abonnements zusätzlich nach Österreich und in die Schweiz verkauft. Der Ladenpreis lag bei 10 DM. Die Special-Interest-Zeitschrift griff das Thema Träume mit einigen festen Rubriken sowie in jedem Heft mit einem Hauptthema auf. Auf der Website der Traum.Communikation wurde zusätzlich ein Forum zum Austausch von Traumerfahrung geführt. Hier konnten Träume gepostet und direkt mit anderen diskutiert werden.

## Feste Rubriken
Folgende Rubriken waren fest im Heft verankert:
- Die Oneironauten: Artikel rund um das luzide Träumen
- Symbolblatt und Leserspiele: Übersichten über einzelne Symbole und Techniken zur Traumarbeit bzw. Gewinnspiele mit der Aufgabe einen Traum zu bearbeiten.
- Übersicht von Seminaren und Kursen in Deutschland und angrenzenden Ländern
- Leserbriefe
- Buchauszüge